# Tumpok Tungku
Tumpok Tungku is een bestuurslaag in het regentschap Aceh Utara van de provincie Atjeh, Indonesië. Tumpok Tungku telt 230 inwoners (volkstelling 2010).